# Szamil Batirow
Szamil Szamsudinowicz Batirow (ros. Шамиль Шамсудинович Батиров; ur. 2 maja 1985) – rosyjski zapaśnik walczący w stylu wolnym. Trzeci w Pucharze Świata w 2007 i pierwszy w drużynie w 2008. Mistrz świata juniorów w 2005 i Europy w 2004 roku.
Mistrz Rosji juniorów w 2004 roku.